# Chrysopa persica
Chrysopa persica is een insect uit de familie van de gaasvliegen (Chrysopidae), die tot de orde netvleugeligen (Neuroptera) behoort. 
Chrysopa persica is voor het eerst wetenschappelijk beschreven door Hölzel in 1966.